# Aphanopetalum
Aphanopetalum — род цветковых растений. Выделяется в самостоятельное семейство Aphanopetalaceae порядка камнеломкоцветные. До недавнего времени семейство включалось в порядок кисличноцветные, а сам род относили к семейству кунониевые этого порядка.
Род представлен вьющимися кустарниками, являющимися эндемиками Австралии.

## Виды
По информации базы данных The Plant List, род включает 2 вида:
- Aphanopetalum clematideum (J.Drumm. ex Harv.) Domin (1925) — эндемик известняковых скал на юго-западе Австралии
- Aphanopetalum resinosum Endl. (1839)typus — эндемик южного Квинсленда и Нового Южного Уэльса